# Cápatámadás

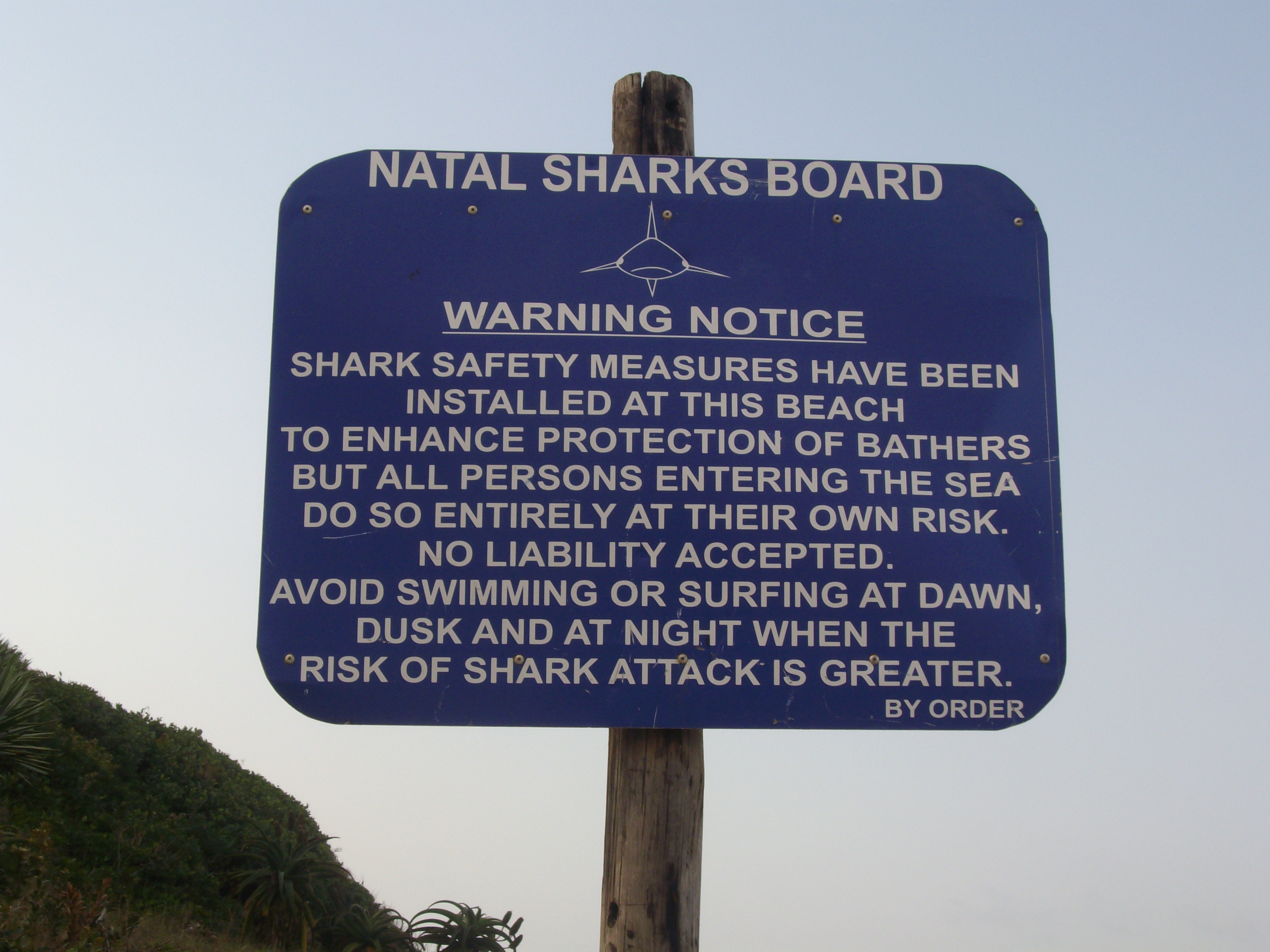
Cápaveszélyre figyelmeztető tábla egy dél-afrikai strandon

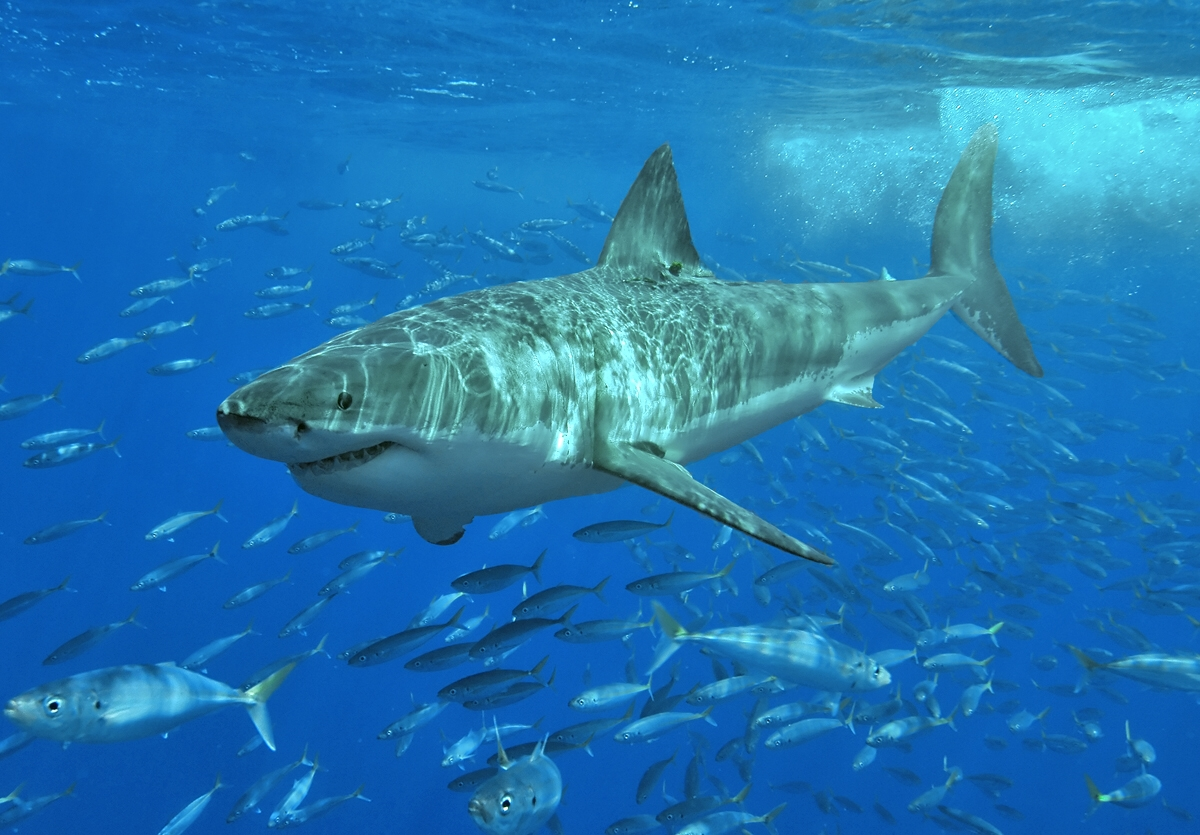
A fehér cápa, a támadásokért felelős egyik cápafaj, nem tekinti zsákmánynak az embert, de időnként támad

A cápatámadás a cápák által ember ellen végrehajtott agresszió. A cápák nem tekintik tápláléknak az embert, a támadásoknak egyszerűen viselkedési okai vannak. Elsősorban ragadozó életmódjuk és az úgynevezett cápaösztön miatt jelentenek veszélyt. Az emberrel szembeni agresszív fellépés nem tipikus, de támadásaiknak mindezek ellenére minden évben van halálos áldozata.
A támadás lehet az ember által kiprovokált, vagy a cápa természetes környezetében provokálatlan. Provokált a támadás, ha például a búvár megragadja vagy piszkálja a cápát, ha a hálón fennakadt cápát próbálják elmozdítani, vagy ha etetik. Nem tekintik provokálatlannak az akváriumokban történt támadást, ha a cápák csónakot támadnak meg, illetve ha már halott embert harapnak meg.

## A cápatámadások száma
Az Amerikai Elasmobranchii Társaság (Floridai Természetrajzi Múzeum) fenntartotta Nemzetközi Cápatámadás Archívum (International Shark Attack File, ISAF) szerint 2000 óta éves átlagban 63 dokumentált nem provokált cápatámadás történt a világban, ebben az időszakban a legtöbb - 79 - 2000-ben.
2008-ban 118 incidens történt, ebből 59 volt provokálatlan, szemben a 2008-ban történt 71 nem provokált támadással. 2008-ban négy ember vesztette életét cápatámadás következtében. (A 2001 és 2008 közti évek átlaga 3,9 volt.) A legtöbb támadásra Észak-Amerika vizeiben kerül sor, ez az arány 2008-ban 71 százalék volt.
2009-ben világszerte összesen 96 cápatámadást regisztráltak, amelyből 8 eset volt halálos végkimenetelű. A legtöbb támadás - szám szerint összesen 34 - az Amerikai Egyesült Államok felségvizein történt (Hawaiit is beleértve).
2001 óta annak ellenére sem emelkedett a cápatámadások száma, hogy az emberi népesség és a vízi kikapcsolódással töltött idő növekszik. Ez több tényezőnek tudható be: a lehalászással sok helyen jelentősen csökkent a cápák populációja, az emberek kerülik a veszélyesnek bizonyult területeket, illetve az utóbbi években bizonyos helyeken a turizmust sújtó fejlemények miatt csökkenhetett a fürdőzők száma.
A statisztikák szerint éves szinten több halálos balesetet okoznak a zárlatos karácsonyfaégők, mint az összes cápafaj és lényegesen több halálos kimenetelű kutyatámadás történik, mint cápatámadás. Itt azonban meg kell jegyezni, hogy habár a végzetes kimenetelű támadások száma valóban alacsony, de az ezt illusztráló statisztikák többnyire csúsztatásokkal támasztják alá érveiket. Az ilyen statisztikák rendszerint egy egész ország vagy a világ népességére vetítik ki adataikat és a viszonyítási értéket képviselő esemény jellemzően az egész vizsgált terület lakosának zömét érintheti (pl.: villámcsapás, kutyatámadás, stb.). Ezzel szemben cápatámadás részese csak az lehet aki veszélyes cápák által látogatott vizekbe megy, ez pedig mindig a vizsgált terület töredék népességét teszi ki. A korrekt összehasonlítás az lenne, ha a népesség azon részénél vizsgálnák a viszonyítási esemény statisztika számokat akiknél van egyáltalán matematikai esély, hogy cápatámadás részese legyen. Ilyen jellegű kimutatásokat viszont technikailag meglehetősen nehéz lenne készíteni. Ezért az ilyen nem súlyozott összevetések pontosságát fenntartással kell kezelni. Mindez persze továbbra se változtat azon, hogy a végzetes kimenetelű támadások száma valóban alacsony.

## Incidensekben részt vett cápafajok

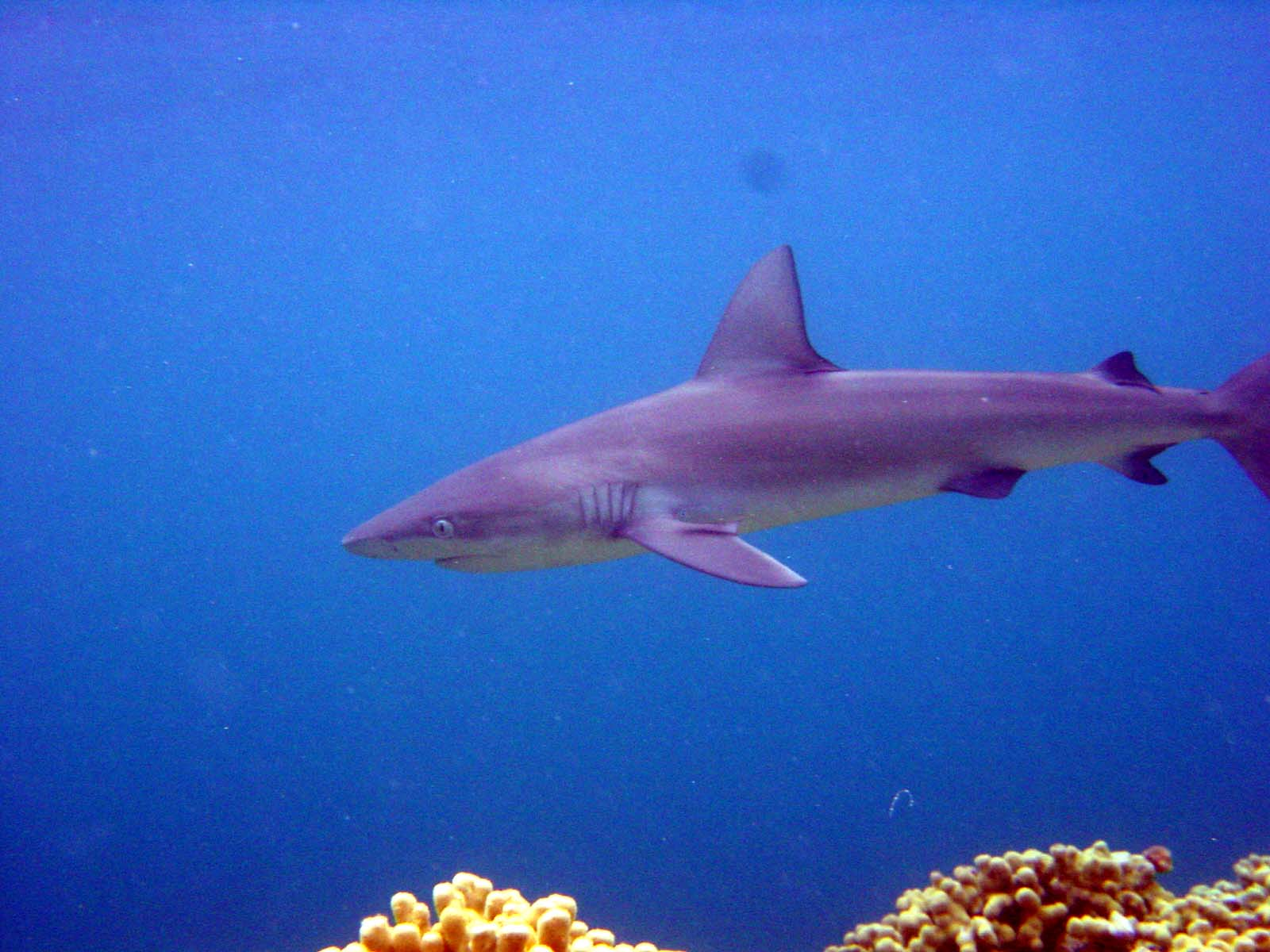
Galápagosi cápa

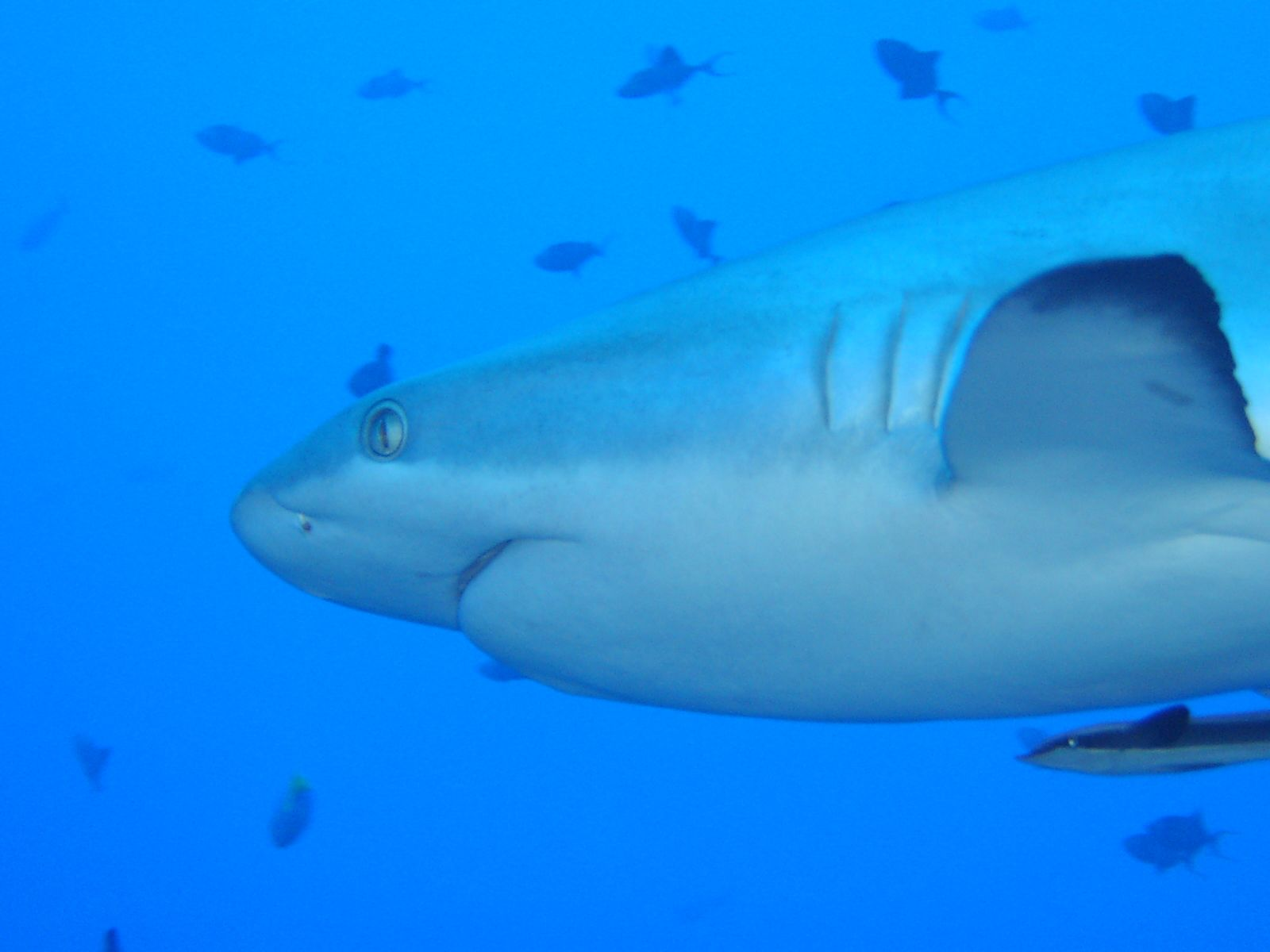
Szürke szirtcápa

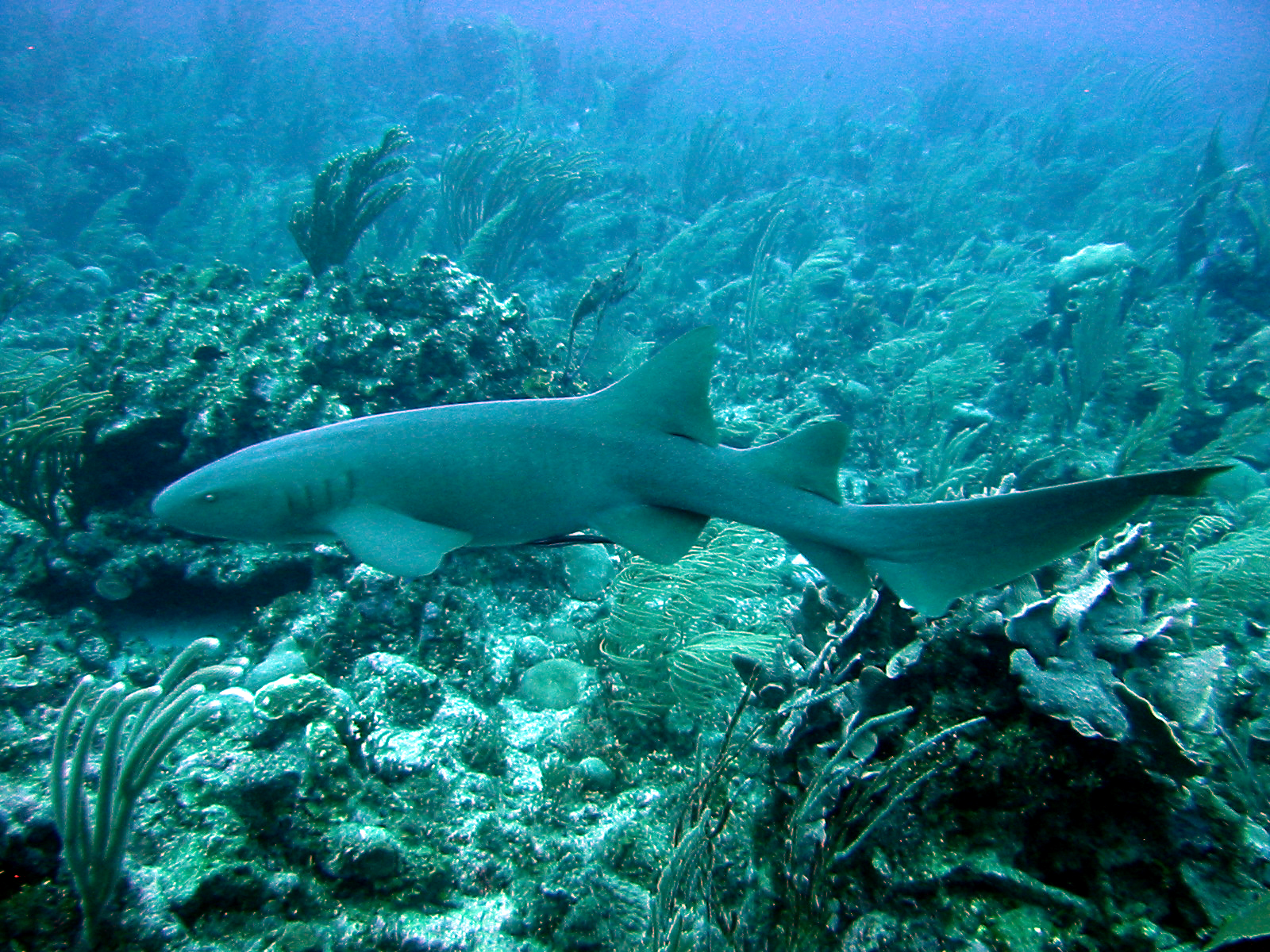
Rozsdás dajkacápa

Az emberre nézve legveszélyesebb cápafajok meghatározásakor az öt kiemelt faj a fehér cápa (Carcharodon carcharias), a tigriscápa (Galeocerdo cuvier) a bikacápa (Carcharhinus leucas) az óceáni fehérfoltú cápa Carcharhinus longimanus és a röviduszonyú makócápa (Isurus oxyrinchus). A leg jelzőt azonban fenntartással kell kezelni, hiszen összességében a földön élő négyszáz körüli cápafaj 10 százaléka jelent veszélyt és ebből is csak harminc körüli azoknak a száma, melyek igazoltan támadtak már embert.
A támadásoknál meg kell jegyezni, hogy a kisebb méretű cápák, mint például a Carcharhinus nembe tartozók, de különösen a feketeúszójú szirticápa (Carcharhinus melanopterus) és a rozsdás dajkacápa (Ginglymostoma cirratum) támadásai súlyosak ugyan, de az emberéletet általában nem veszélyeztetik.
A cápatámadásokban részt vevő fajok: 
- Közönséges angyalcápa (Squatina squatina)
- Bikacápa (Carcharhinus leucas)
- Citromcápa (Negaprion brevirostris)
- Rozsdás dajkacápa  (Ginglymostoma cirratum)
- Díszes dajkacápa (Orectolobis ornatus)
- Sötétcápa (Carcharhinus obscurus)
- Feketevégű cápa (Carcharhinus limbatus)
- Feketeúszójú szirticápa (Carcharhinus melanopterus)
- Óceáni fehérfoltú cápa (Carcharhinus longimanus)
- Fonócápa (Carcharhinus brevipinna)
- Galápagosi cápa (Carcharhinus galapagensis)
- Hétkopoltyús tehéncápa (Notorynhcus cepedianus)
- Homoki tigriscápa (Carcharias taurus)
- Karibi szirticápa (Carcharhinus perezi)
- Tüskéscápa (Squalus achantias)
- Kékcápa (Prionace glauca)
- Fehér cápa  (Carcharodon carcharias)
- Nagy pörölycápa (Sphyrna mokarran)
- Pettyes dajkacápa (Orectolobus maculatus)
- Bronzcápa (Carcharhinus brachyurus)
- Rókacápa (Alopias vulpinus)
- Röviduszonyú makócápa (Isurus oxyrinchus)
- Selyemcápa (Carcharhinus falciformis)
- Világítócápa (Isitius brasiliensis)
- Szürke szirtcápa (Carcharhinus amblyrhynchos)
- Hatkopoltyús szürkecápa  (Hexanchus griseus)
- Tigriscápa (Galeocerdo cuvier)

## Tanácsok az elkerülésére
A cápatámadásokkal kapcsolatos információkat gyűjtő Global Shark Attack File honlap tanácsai szerint csökkenti a támadás esélyét, ha:
- Tanácsot kérünk helyiektől, mielőtt úszni, szörfözni, vagy búvárkodni megyünk.
- Elhagyjuk a vizet, ha az ösztöneink veszélyt súgnak.
- Nem piszkálunk, vagy etetünk cápát, akkor sem, ha kicsi.
- Cápák jelenlétében nem megyünk a vízbe. Ha észrevesszük őket, lehetőleg nyugodtan, hirtelen mozdulatok és csapkodás nélkül hagyjuk el a vizet, mert ezeket a cápák az agresszió vagy a gyengeség jelének tekinthetik.
- Ha nem úszunk, szörfözünk, búvárkodunk egyedül, éjszaka, zavaros vízben.
- Ha nem úszunk folyótorkolat, hullámtörő közelében. Általában veszélyesek az olyan vizek, ahol a víz kevéssé átlátszó, illetve ahol a cápáknak táplálékul szolgáló élőlények közül sok fordul elő. Ilyenek lehetnek a homokpadok, a hirtelen mélyülő csatornák, a mólók környéke, helyek, ahol gyakran halásznak vagy ahol tengeri madarak csapnak a vízbe.
- Szigonyhalászat közben célszerű gyakran helyet változtatni.
- A delfinek jelenléte jelezheti, hogy cápák vannak a közelben.
- Nem célszerű kutyával, vagy lóval együtt úszni.
- A cápák figyelmét felkelthetik a vízzel erős kontrasztot képező fürdőruhák.

## Tanácsok cápatámadás esetére
Az ISAF cápatámadás esetére „proaktív” viselkedést javasol honlapján. Ha a cápa orrára rásóznak, lehetőleg egy tárggyal, az általában legalább ideiglenesen megakasztja a támadást, a vízből mihamarabb kikerülni azonban célszerű. Ha ez nem lehetséges, ismételt ütések jelenthetnek némi védelmet, de csökkenő hatékonysággal. Harapás esetén a cápa szeme, vagy kopoltyúja támadandó, amelyek érzékeny területek. A passzív viselkedés nem javasolt, mivel a cápák tisztelik a méretet és az erőt.